# Whispering Smith (serie televisiva)
Whispering Smith  è una serie televisiva western statunitense in 26 episodi trasmessi per la prima volta nel corso di una sola stagione nel 1961. È la versione per la televisione del film Smith il taciturno (Whispering Smith) del 1948.

## Trama
Come il film, anche la serie TV è liberamente ispirata alle gesta di Allan Pinkerton, primo capo dello United States Secret Service. Il personaggio di Whispering Smith, capo del dipartimento di polizia di Denver durante gli anni 70 del XIX secolo, combatte per impiantare i metodi della polizia moderna nel vecchio West. Alcuni episodi sono basati su casi reali dai file del Dipartimento di Polizia di Denver. Lo aiutano il collega George Romack e il capo della polizia John Richards.

## Personaggi
- Tom 'Whispering' Smith (26 episodi, 1961), interpretato da Audie Murphy.
- George Romack (26 episodi, 1961), interpretato da Guy Mitchell.
- John Richards (17 episodi, 1961), interpretato da Sam Buffington.
- Jim (6 episodi, 1961), interpretato da Jim Sheppard.
- Jackie Rouge (2 episodi, 1961), interpretato da John Harmon.
- Bella Laughlin (2 episodi, 1961), interpretata da Kay Stewart.
- Mack, Stage Manager (2 episodi, 1961), interpretato da Jess Kirkpatrick.
- Cyrus Gratch (2 episodi, 1961), interpretato da Jim Hayward.
- Doc Henderson (2 episodi, 1961), interpretato da Herbert Lytton.
- Corky, il barista (2 episodi, 1961), interpretato da Bill McLean.
- Billy Wilson (2 episodi, 1961), interpretato da Willard W. Willingham.
- Carruthers (2 episodi, 1961), interpretato da Jerry Catron.

## Produzione
La serie fu prodotta da Whispering Co. e National Broadcasting Company e girata a nei Revue Studios di Hollywood in California.
Whispering Smith combina elementi di Have Gun - Will Travel della CBS con Richard Boone, Tales of Wells Fargo della NBC con Dale Robertson, Shotgun Slade con Scott Brady, e  The Man From Blackhawk della ABC.
Dopo le riprese di sette episodi, l'attore Guy Mitchell si fratturò la spalla in una caduta da cavallo. Inoltre, Murphy dovette girare un film (Duello tra le rocce, girato dal 17 agosto all'11 settembre del 1959) e la produzione dovette essere ulteriormente rinviata. Altri ostacoli si frapposero al completamento delle riprese e alla distribuzione finale. L'attore Sam Buffington, che interpretava il capo della polizia John Richards, si suicidò all'età di 28 anni, e dovette essere sostituito. Infine, una volta programmata, la serie dovette rimandare la sua data di debutto perché la commissione sulla delinquenza giovanile del Senato la ritenne troppo violenta.

### Registi
Tra i registi della serie sono accreditati: La serie fu pubblicata in DVD nel 2010 dalla Timeless Media.
- Christian Nyby (5 episodi, 1961)
- Frank Arrigo (4 episodi, 1961)
- Herbert Coleman (2 episodi, 1961)
- Lawrence Doheny (2 episodi, 1961)
- Sidney Lanfield (2 episodi, 1961)
- Edward Ludlum (2 episodi, 1961)
- Francis D. Lyon (2 episodi, 1961)

## Distribuzione
La serie fu trasmessa negli Stati Uniti nel 1961 sulla rete televisiva NBC.

## Episodi
| Stagione       | Episodi | Prima TV originale |
| -------------- | ------- | ------------------ |
| Prima stagione | 26      | 1961               |